# Спутник-9
Спутник 9 — 11-й космический аппарат серии «Спутник», запущенный 9 марта 1961 года. Являлся 4-м космическим кораблём-спутником, прототипом пилотируемого корабля «Восток».

## Экипаж

Чернушка.

- собака Чернушка, мыши и крысы.

## Детали полета
Первый запуск модифицированного корабля ЗКА, разрабатываемого уже для полёта человека.
9 марта состоялся пуск корабля-спутника с манекеном и собакой Чернушкой по предлагаемой для человека программе. Совершив один виток, корабль приземлился в положенном районе, в 260 километрах от Куйбышева, около деревни Старый Токмак в ТАССР. Программа полёта была полностью выполнена.

## Параметры полёта
- Масса: 4700 кг
- Перигей: 173 км
- Апогей: 239 км
- Наклонение: 64,93°
- Период: 88,62 минуты
- NSSDC ID: 1961-008A